# Phaethornis koepckeae
Phaethornis koepckeae là một loài chim trong họ Trochilidae.